# Hajpudirski zaljev
Hajpudirski zaljev (rus. Хайпудырская губа) je zaljev u Rusiji koji se nalazi u Pečorskom moru (jugoistočno Barentsovo more) između obale poluotoka Jugorski i nizina i močvarnih područja na kopnu južno od otoka Dolgi. 
Hajpudirski zaljev ima manji zaljev unutar većeg. Duljina šireg zaljeva je otprilike 80 km, širina usta - 60 km. Manji unutarnji zaljev često se smatra pravim Hajpudirskim zaljevom. Okruglog je oblika i nalazi se na jugozapadnoj obali većeg. Duljina mu je 33 km, a širina njegovog ušća prema sjeveru je 15 km. Vode su mu vrlo plitke, s prosječnom dubinom između 1 i 2 m.
Temperatura površinske vode je 7°C tijekom ljeta. Zaljev se zaledi tijekom zime. Rijeke Nauljaha, Talotajaha, Moreju i Korotaiha ulijevaju se u Hajpudirski zaljev.
Ovaj zaljev i njegova okolica pripadaju administrativnoj regiji Nenečkog autonomnog okruga Ruske Federacije, koja je autonomni okrug Arkhangelske oblasti.

## Vanjske poveznice
- Location
- Birdlife
- Environmental pollution
- Studies of bivalves (Macoma baltica) in the Khaypudyr Bay